# 1992年夏季残疾人奥林匹克运动会布基纳法索代表团
1992年夏季残疾人奥林匹克运动会布基纳法索代表团是布基纳法索派出的1992年夏季残疾人奥林匹克运动会代表团。未获得奖牌。